# Tortosa
Tortosa település Spanyolországban, Tarragona tartományban. Tortosa Tivenys, El Perelló, Camarles, L'Aldea, Amposta, Masdenverge, Santa Bàrbara, Tarragona, Roquetes, Alfara de Carles, Aldover, La Sénia és Beceite községekkel határos. Lakosainak száma 35 265 fő (2024).

## Népesség
A település népessége az elmúlt években az alábbi módon változott:
| Lakosok száma | 5343 | 24 452 | 38 269 | 43 267 | 29 190 | 33 705 | 34 473 | 33 932 | 33 372 | 35 265 |
|               | 1717 | 1900   | 1940   | 1960   | 1986   | 2005   | 2010   | 2014   | 2019   | 2024   |